# 2013年臺灣毒澱粉事件

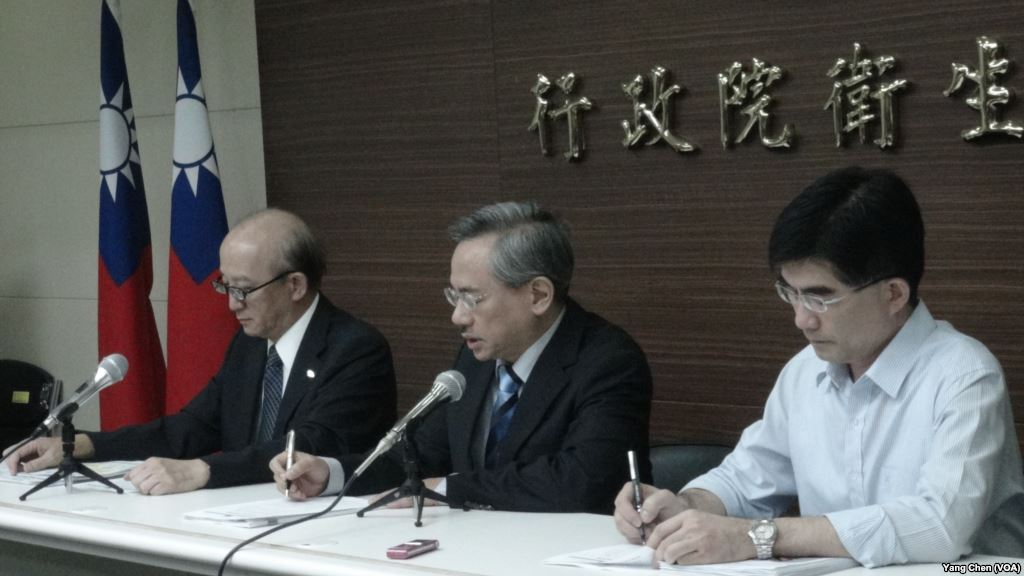
就毒澱粉事件召開記者會的衛生署。

2013年臺灣毒澱粉事件，是臺灣自2013年5月起，食品安全主管單位檢驗發現，有不肖業者使用未經核准之順丁烯二酸酐化製澱粉等添加物於常用食品，引起社會高度關注的事件。5月29日，行政院正式稱此為「違法食品添加物事件」之一。

## 背景

### 修飾澱粉的應用
天然的澱粉需要較高溫度與較長時間的烹煮，烹煮後產生很高的黏度，冷卻時卻很快的變硬或沉澱。因此食品加工業先將澱粉加熱後再乾燥變成預糊化澱粉，它的性質就像兒童麥粉一樣，加溫水就可成即食的糊狀，很多沖熱水即可食用的榖粉與湯料即是此類的修飾澱粉。當澱粉應用於糖果製造時，為了製作出高濃度的水飴，會先使用化學性的修飾，如使用酸或酵素處理，使糊化澱粉的黏度降低。在快熟麵或速食麵的生產時，為了使麵體在沖熱水後很快的吸水變軟，會使用化學反應將醋酸(與食用醋成分同)結合於澱粉分子上，以達到降低加熱溫度與縮短時間的目的。更多的化學修飾澱粉，應用在甜麵醬、辣椒醬、牛排醬與義大利醬等，使醬料在冰箱中不會出水變成果凍，或是應用於用於粉絲可以避免放進火鍋中煮一段時間就爛了。
在食品中使用修飾澱粉有一定的規範必須要遵守，不是所有修飾澱粉均可用於食品，雖然原料是天然的玉米澱粉、馬鈴薯澱粉、木薯(樹薯)澱粉、小麥澱粉等天然澱粉，但不同的加工方法與不同的反應程度，或可使它的性質符合造紙、紡織、化工與醫藥等領域的需求，卻不一定符合食品用的規格。因此使用修飾澱粉也需要具備有專業知識與訓練，絕對不可貿然使用來源不明，標示不清楚的原料。

### 配方起源
順丁烯二酸酐（或稱馬來酸酐）遇水變成順丁烯二酸（或稱馬來酸），在此次事件中用於食用化製澱粉，兩者都是未核准的食品間接添加物，美國及歐盟有限度的允許使用顺丁烯二酸酐在和食品直接或間接接觸的包材中，順丁烯二酸亦微量存在於蘋果酸或反丁烯二酸等合法的食品添加物中。順丁烯二酸酐在台灣亦非列管的有毒物質。
此化製澱粉可以使口感較好，可能由王東清早年旅日留學時發明，王現在是一位八十二歲生技公司研發部主任、已退休高中教師，1972年（民61）他一名學生（已過世）公司的員工，曾找他學習這項技術，以一個月五萬元聘他當顧問，不過只付了兩個月共十萬元，第三個月就沒給錢了，他也只收過這筆錢，與外界傳聞他以秘方索價五十萬、一百萬元兜售不同，2008年他聽聞此配方氾濫使用，曾申請「食品用修飾澱粉之製造方法」專利，當時經濟部智慧財產局並未通過此專利申請，智慧局表示因申請人專利說明書未說明清楚成分比例以及與國外技術相近，以此駁回專利申請。

### 法律管制
台灣並未強制規範標示商品內容物種類，而核准合法之化製澱粉多達21種，市面上的商品多僅標示為「食用化製澱粉」、「修飾澱粉」，或是根本未標示。
再者，加工食品的主管機關頗為複雜，例如衛生署食品藥物管理局主管食品添加物、經濟部工業局主管化工原料、環境保護署主管毒性化合物、消費者保護處主管消費者權益，而經濟部國際貿易局主管進出口，形成多頭馬車的現象。各單位基於本位主義的心態，難以達成整體性的有效管理。

## 事件始末與後續發展

### 事件發生
2013年5月13日，行政院食品藥物管理局（食藥局）發表新聞稿聲明根據二月份以來舉報及法務部調查局嘉義縣調查站訊息，少數業者可能使用未經核准在案之順丁烯二酸酐化製澱粉，該局即刻蒐集資料、建立檢驗技術，並抽查市售澱粉類產品25件及相關製品49件（總計74件），其中僅相關製品5件檢出順丁烯二酸(Maleic acid)。然進一步追查不合格產品皆因上游廠商化製澱粉添加順丁烯二酸導致。有問題之市售產品及化製澱粉，分別來自劉記粉圓（嘉義縣）、建美食品有限公司（新北市）、賞味佳食品有限公司(新北市)、長勝食品廠（高雄，另一個名稱為慈惠食品有限公司）等製造廠所製造。而其原料則源自於協奇澱粉廠（台南市及新北市）之奇奇化製澱粉及怡和澱粉有限公司（新北市）之地瓜粉。
食藥局局長康照洲6月5日澄清，2013年2月行政院衛生署食品藥物管理局獲悉消息（「聽聞有澱粉添加違法物質」），開始展開調查。3月15日建立檢驗方法，3月18日調查市面上74件產品，檢出粉圓、黑輪、粄條等五件含有順丁烯二酸，立即著手要求相關業者將產品下架回收，確保產品不會流入市面。直到4月10日起地方衛生局循線追查，大部分狀況都已經掌握，在5月10日掌握製造商、澱粉廠等資料，5月13日對外發布訊息。
5月28日衛生署食品藥物管理局發布公告，截至25日，違規產品回收、封存、銷毀共計約239公噸。查獲涉案之業者，包括經銷「順丁烯二酸酐」盤商1家與經銷商3家，以及順丁烯二酸酐化製澱粉製造廠8家與銷售商19家，有品牌之包裝產品13件（「標識負責廠商」11家）。
然而整起事件的爆發過程仍舊有許多疑點尚待釐清。壹週刊指稱衛生署春節前便已知悉，卻至4月才處理，有「隱匿案情、拖延辦理、包庇廠商」之嫌。媒體指出「衛生署食品藥物管理局2月7日第一次開會討論順丁烯二酸酐化製澱粉一事，卻到4月3日才檢出，並私下通知廠商將產品下架，4月24日嘉義檢調請求協助檢驗後，開第一次緊急會議，5月13日才公布調查結果。」 立委邱議瑩指控「4月29日已有廠商提供廣告檢測順丁烯二酸」，認為「業者在食藥局公告前顯然早已知情，食管局涉及是否隱匿事實，輕忽事態嚴重性。」

### 問題配方
此事件源於以不可直接加入食品的工業半原料順丁烯二酸酐或順丁烯二酸調製成化製澱粉。衍生商品特性為口感Q彈、久煮不爛，在室溫無密封的環境下可防腐，而在烘烤或高溫油炸之下可能使順丁烯二酸被脫水還原成順丁烯二酸酐。
王東清聲稱他的配方經過氧化與酯化後可以去除毒性，但此說法遭到國立清華大學化學系教授凌永健所駁斥。王東清另聲稱順丁烯二酸在國外本來就可以當成食品添加物裡使用，但這樣的說法遭到國立臺灣大學食品研究所教授葉安義駁斥。
協奇製粉廠老闆表示，王東清教導每一公噸澱粉中添加約12公斤順丁烯二酸酐（劑量為12g/Kg），但他發現澱粉中會有濃濃刺鼻味，自行減為3公斤（劑量為3g/Kg），其他都照王的步驟，除此之外從未改變過配方與生產流程。

### 受影響業者
稽查人員形容「像肉粽一樣有一大掛」，只有極少數業者未使用，很多食品工廠可能已淪陷。
其中為了拒絕毒澱粉，衛生署更在六月份宣布，販售粄條、肉圓、黑輪、粉圓、豆花、粉粿、芋圓及地瓜圓等八大類產品的商家、小吃店、攤販、超商等，須在醒目處張貼安全具結證明，讓消費者安心，否則將罰三到十五萬元；具結不實，則還有刑責。
影響所及市售澱粉類食材（含地瓜粉、番薯粉、酥炸粉、黑輪粉、清粉、澄粉及粗粉等）與可能含毒澱粉的市售食物（粉圓、芋圓類、板條、肉圓、豆花、粉粿及關東煮、天婦羅等魚肉煉製品）。
2013年5月，統一超商販售之關東煮黑輪產品遭檢出有毒的順丁烯二酸酐毒澱粉，統一企業再度聲稱是上游廠商的問題，隨即以原物料成本上漲為由,調漲黑輪等產品之售價。

### 官方補救措施
5月27日，衛生署將推出專案計畫，預計3日內，針對全臺灣地區之澱粉廠及經銷商進行稽查。5月28日，衛生署表示，6月1日起，「下游食品業者凡是未有檢驗安全證明之店家的產品都必須先行下架，待檢驗安全後，方可恢復販售。倘若檢驗不合格，將面臨新台幣6萬到600萬元之間的重罰處置」。被汙染的產品的檢驗標準訂於10ppm以上為檢出。

## 各界反應

### 台灣

#### 認為對健康有影響
- 林口長庚醫院臨床毒物科主任林樑說，國外研究米粉、粄條等低蛋白飲食可改善尿毒、腎臟功能惡化，但他近期完成近四百人的兩年追蹤研究，卻發現對台灣腎臟病患無效，甚至加劇症狀。這可能跟食品中加入化學製澱粉有關。[25][26]
- 新光醫院腎臟科主治醫師江守山說，順丁烯二酸造成的腎小管損傷，是許多門診病人有不明原因腎小管損傷，或者無糖尿病、卻有尿糖現象，廿幾歲的年輕人就有尿糖症狀，不排除是毒澱粉肇禍。
- 成大環境微量毒物研究中心主任李俊璋表示，全世界對於食品可添加哪些物質都是正面列表，不可能負面列表，因為化學物質太多。如果添加非表項內的化學物質，必須申請檢驗，獲許可才能添加，若未經許可添加就是違法，何況是直接將順丁烯二酸加入澱粉，當然對人體有害。[27]
- 阿基師憤怒：不肖業者，乾脆都抓去槍斃算了。[28]

#### 不認為對健康有立即影響
- 行政院衛生署食品藥物管理局：「順丁烯二酸酐並未核准使用於食用化製澱粉 」；「每日所攝入順丁烯二酸量約12 mg，此與60公斤的成人可忍受30 mg之劑量相比，仍在安全範圍之下。只要是適量飲食，並不會造成健康上的危害，呼籲消費者勿恐慌。」[29]
- 中國附醫的毒物科醫師洪東榮卻不同調，認為目前沒有報告顯示該物質會累積在腎臟，呼籲民眾不必太過恐慌。[30]
- 台灣大學食品科技研究所教授孫璐西，順丁烯二酸是修飾澱粉，在部分天然食物中也有此成分，民眾若沒把高澱粉含量的食物當主食，應不用過度緊張；雖然狗食用高劑量的順丁烯二酸會造成腎傷害，但其他動物沒那麼嚴重，因此研究無法直接推論到人身上。
- 副總統吳敦義：「沒那麼多毒啦，若有毒的不要吃」[31]

### 新加坡
- 5月26日，新加坡農糧獸醫局下令要求進口商回收11種自台灣進口的相關產品。[32]
- 5月31日，宣布下令回收龍口食品的素肉燥新竹米粉與米粉庚、full free所生產的綠茶與芋頭口味的木薯澱粉球，截至目前為止，總計共15種被勒令下架、回收、或丟棄。
- 6月10日，回收澱粉製品達到19種。[33]

### 香港
- 據香港電台報導，台灣當局繼續調查澱粉被加入化學品事件，至今在全台回收、下架、封存違規產品共重225公噸，台衞生署長邱文達指示，一星期內盡快銷毀。台灣多種民間小食受到問題澱粉事件影響，包括肉圓、粉圓和豆腐花。臺灣的衞生部門已於5月27日公布查獲的問題澱粉來源、3天內全面稽查、下月起原料提供者需要出示安全證明給產品販賣業界張貼，供消費者檢視。

### 馬來西亞
- 驻马台北经济文化办事处副代表林明礼，接受《东方日报》电访时表示，在台湾被检验出含有顺丁烯二酸的淀粉类食品，不太可能从台湾进口到馬來西亞。 [34]
- 馬來西亞衛生部近日從市場抽驗155個台灣進口食品，發現其中2個食品樣本含有順丁烯二酸化學添加劑，而這兩種食品分別是進口自六角國際（La Kaffa）有限公司的粉圓及Woei Perng有限公司的QQ圓（TaiwanQQ Balls），總共23種被禁止進口到馬來西亞。[35]

### 大韓民國
- 據中時電子報報導，南韓食藥當局，於5月28日，接獲「台灣產」的一部分澱粉加工食品，使用了工業用「順丁烯二酸」化學物質的情報，對進口「台灣產」的澱粉加工食品的南韓國內三個業體、共九件，下達了暫時禁止販賣的措施。

### 其它國家或地區
- 美國國家環境保護局(EPA)的研究報告認為即使「對於敏感人群嬰兒及兒童也無需過度擔心。」[36]
- 上海理工大學食品專家董慶利：「台湾媒体报道的马来酸对人体的影响有些夸大，首先，所谓有害物累积效应还要看人体的耐受性和排出情况；其次，马来酸对肾脏的影响还需要更多科研证实。」[37]

## 外部連結
- 順丁烯二酸酐化製澱粉專區 - 行政院衛生署食品藥物管理局